# Azé (Loir-et-Cher)
Azé település Franciaországban, Loir-et-Cher megyében. Lakosainak száma 986 fő (2022. január 1.). Azé Danzé, Épuisay, Mazangé, Rahart, Saint-Ouen, Vendôme és Villiers-sur-Loir községekkel határos.

## Népesség
A település népességének változása:
| Lakosok száma | 714  | 662  | 820  | 1089 | 1092 | 1090 | 1033 | 1009 | 1005 | 986  |
|               | 1968 | 1982 | 1990 | 2006 | 2013 | 2015 | 2017 | 2019 | 2020 | 2022 |